# Son-rise
Son-rise je jednou z terapií poruch autistického spektra (PAS), která se rozšířila z USA. Tam byla vyvinuta rodiči autismem postiženého syna (odtud název son-rise, tedy vzestup syna). Program son-rise je založen na hře ve speciální terapeutické místnosti, označované jako herna. Tuto hernu má rodina s postiženým dítětem doma, domácí herny mohou být doplněny i o obdobná zařízení ve speciálních školkách či školách. Herny slouží k interakci a působení na autistické dítě a současně ho připravují na život v okolním světě.
Autoři programu, manželé Kaufmannovi učí rodiče autistických dětí přijmout postižené dítě bez předsudků. Je třeba proniknout do světa autistických dětí, poznat jejich svět a myšlení a následně je směřovat do světa zdravých lidí.

## Publicita
V sedmdesátých letech 20. století publikovali manželé Kaufmanovi knihu o uzdravení svého syna Rauna z autismu a popsali metodu, kterou sami využívali. Později následovaly publikace, které popisovaly pokračování úspěšného "vyléčení". Filmová adaptace knihy Son-rise: zázrak lásky byla natočena v roce 1979 a později pod názvem Náš syn Ronchie vysílána v České televizi.

## Kritika
V roce 2003 provedená studie Univerzity v Edinburghu namítla, že zapojení do programu son-rise přináší více negativ než benefitů pro zúčastněné. Pochyby o efektivitě metody přinesla také studie stejné univerzity z roku 2006. Studie North Western University přinesla v roce 2013 výzkum, který hodnotil program jako účinný.